# Цедліц
Цедліц (нім. Zedlitz) — громада в Німеччині, розташована в землі Тюрингія. Входить до складу району Грайц. Складова частина об'єднання громад Мюнхенбернсдорф.
Площа — 13,05 км2. Населення становить 732 ос. (станом на 31 грудня 2021).

## Галерея

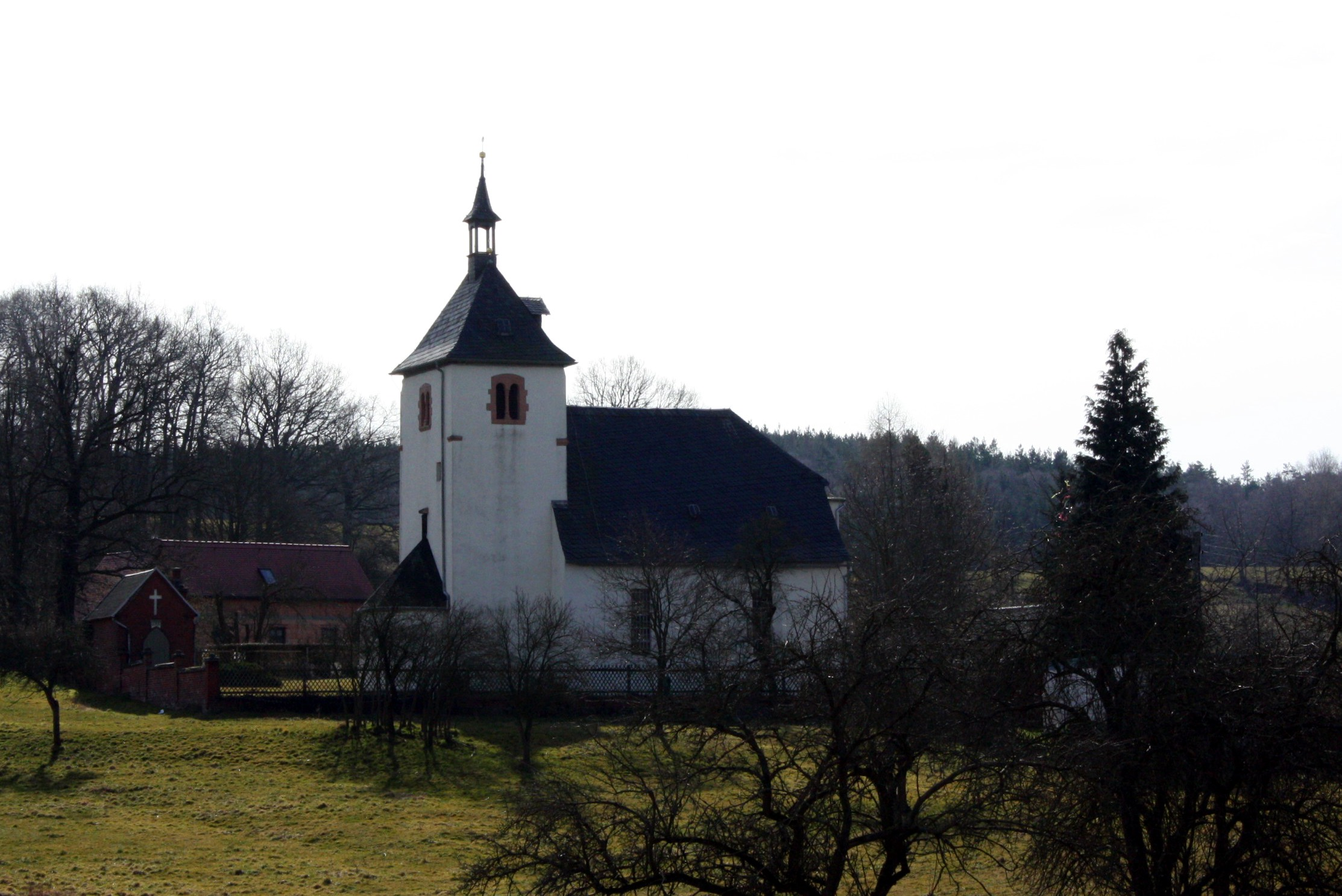